# Baron Bateman

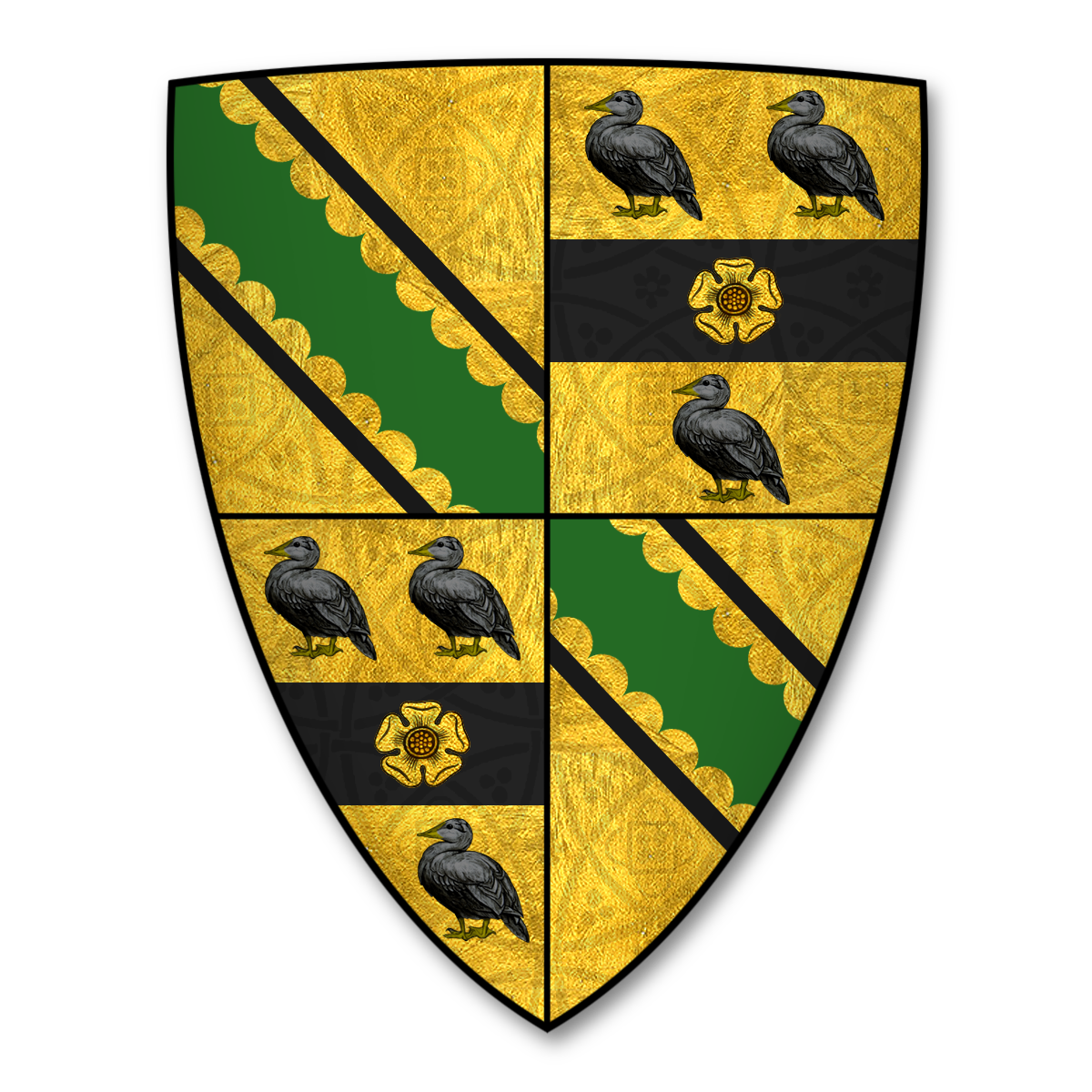
Wappen der Barone Bateman

Baron Bateman, of Shobdon in the County of Hereford, war ein erblicher britischer Adelstitel in der Peerage of the United Kingdom.

## Verleihung und Geschichte des Titels
Der Titel wurde am 30. Januar 1837 dem ehemaligen Unterhausabgeordneten William Hanbury verliehen. Er war ein Ururgroßneffe des William Bateman, 1. Viscount Bateman, und ergänzte im Februar 1837 seinen Familiennamen zu „Bateman-Hanbury“.
Der Titel erlosch beim kinderlosen Tod seines Enkels, des 3. Barons, am 4. November 1931.

## Liste der Barone Bateman (1837)
- William Bateman-Hanbury, 1. Baron Bateman (1780–1845)
- William Bateman-Hanbury, 2. Baron Bateman (1826–1901)
- William Bateman-Hanbury, 3. Baron Bateman (1856–1931)